# Syczek książęcy
Syczek książęcy (Otus bikegila) – gatunek ptaka z rodziny puszczykowatych (Strigidae). Endemit Wyspy Książęcej, krytycznie zagrożony wyginięciem.

## Występowanie
Syczek książęcy zasiedla Wyspę Książęcą należącą do Wysp Świętego Tomasza i Książęcej, w Zatoce Gwinejskiej (ok. 220 km od wybrzeży Gabonu). Jest jednym z ośmiu endemicznych gatunków ptaków występujących na wyspie i jednym z 28 gatunków endemicznych w całej republice.
Występuje na obszarze ok. 15 km², w nizinnych partiach starych, naturalnych lasów, położonych w południowej, niezamieszkanej części wyspy, która należy do Parku Narodowego Obô de São Tomé.

## Odkrycie, systematyka
Na podstawie analiz filogenetycznych wywnioskowano, że syczek książęcy wykształcił się w okresie pierwszej kolonizacji przez sowy wysp Zatoki Gwinejskiej i jest spokrewniony z kontynentalnym syczkiem afrykańskim oraz występującymi na Wyspie Świętego Tomasza syczkiem groźnym i syczkiem ognistym. Gatunek wyróżnia się odmiennym wołaniem, najbardziej zbliżonym do odgłosów syczka brunatnego, z którym O. bikegila jest jednak daleko spokrewniony. Gatunek wyróżniono na podstawie analizy morfometrycznej, koloru i wzoru upierzenia, wokalizacji i badań molekularnych. Na potrzeby badań odłowiono cztery osobniki (w tym jednego samca).
Istnienie gatunku potwierdzono fotograficznie w 2016 r., a opisano w 2022 r. (Melo et al.), jednak jego istnienie było podejrzewane już w 1998 r., a przez miejscowych zgłaszane jeszcze w 1928 r. Jego nazwa gatunkowa pochodzi od Ceciliano do Bom Jesusa, ps. Bikegila, pracującego jako strażnik w parku, który był niezastąpiony przy badaniach.

## Morfologia
Osiąga około 17–18 centymetrów. Zwykle jego upierzenie jest w odcieniach szarości i brązu.

## Status zagrożenia
W Czerwonej księdze gatunków zagrożonych Międzynarodowej Unii Ochrony Przyrody (IUCN) syczek książęcy od 2023 r. zaliczany jest do kategorii CR (Critically Endangered – krytycznie zagrożony) ze względu na bardzo mały, kurczący się obszar występowania, co stwarza zagrożenie ze strony introdukowanych ssaków, oraz spadającą jakość środowiska. Pomimo niewielkiego obszaru występowania dzięki relatywnie dużej gęstości rozmieszczenia osobników populację gatunku oszacowano na 813–2533 osobników. Trend liczebności populacji oceniany jest jako spadkowy.
Gatunkowi zagraża m.in. wycinanie lasów pod uprawy – ważne miejsce w gospodarce rolnej zajmuje uprawa kakaowców.